# هربرت مولر
هربرت مولر (آلمانی: Herbert Müller; ۲ اوت ۱۹۰۴ – ۹ دسامبر ۱۹۶۶) بازیکن هاکی روی چمن اهل آلمان بود.